# 안나 카타리나 폰 브란덴부르크

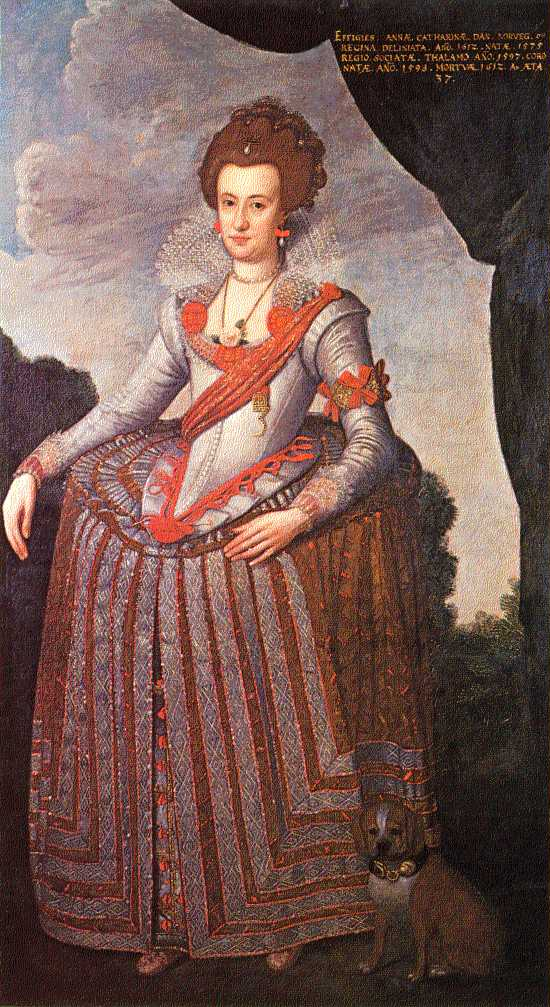
안나 카타리나

안나 카타리나 폰 브란덴부르크(독일어: Anna Katharina von Brandenburg, 1575년 6월 26일 ~ 1612년 4월 8일)는 덴마크와 노르웨이의 국왕 크리스티안 4세의 첫 번째 왕비이다.

## 생애
1575년 볼미르슈타트에서 브란덴부르크 선제후 요아힘 프리드리히와 그 아내 카타리나의 딸로 태어났다. 크리스티안 4세는 1595년 독일 여행 중에 그녀를 만나 결혼을 결심하였고, 안나 카타리나와 그녀의 부모님은 크리스티안 4세의 대관식에 참석하였다. 이듬해인 1597년 11월 27일, 안나는 크리스티안 4세와 결혼해 덴마크의 노르웨이의 왕비가 되었다. 1612년 죽기까지 여섯 명의 자녀를 두었다.

## 자녀
- 프레데리크(1599년)
- 크리스티안(1603~1647)
- 소피(1605)
- 엘리자베트(1606~1608)
- 프레데리크 3세(1609~1670)
- 울리크(1611~1633)